# Oceans of Fantasy
Oceans of Fantasy är ett studioalbum från 1979 av Boney M.

## Låtlista

### Sida A
1. Let It All Be Music (Van Vugt) - 5:33
2. Gotta Go Home (Frank Farian, Fred Jay, Heinz & Jürgen Huth) - 3:46
3. Bye Bye Bluebird (Farian, Jay, Georg Reyam) - 5:12
4. Bahama Mama (Farian, Jay) - 3:33
5. Hold On I'm Coming (Isaac Hayes, David Porter) - 4:00
6. Two of Us (John Lennon, Paul McCartney) - 3:16
7. Ribbons Of Blue (Keith Forsey) - 2:00

### Sida B
1. Oceans of Fantasy (Kawohl, Zill, Jay) - 5:26
2. El Lute (Farian, Jay, Hans Blum) - 5:03
3. No More Chain Gang (Rainer Ehrhardt, Farian, Jay) - 5:51
4. I'm Born Again (Jay, Helmut Rulofs) - 4:09
5. No Time To Lose (Farian, Jay, Stefan Klinkhammer) - 3:26
6. "The Calendar Song (January, February, March...)" (Farian) - 3:24

## Listplaceringar
| År   | Lista          | Placering |
| ---- | -------------- | --------- |
| 1979 | Norge          | 1         |
| 1979 | Storbritannien | 1         |
| 1979 | Sverige        | 5         |